# Torralba de Aragón
Torralba de Aragón ist eine Gemeinde in der Provinz Huesca in der Autonomen Gemeinschaft Aragonien in Spanien. Sie liegt in der Comarca Monegros in den Llanos de la Violada.

## Bevölkerungsentwicklung seit 1991
| 1991 | 1996 | 2001 | 2004 |
| ---- | ---- | ---- | ---- |
| 150  | 136  | 119  | 115  |

## Sehenswürdigkeiten

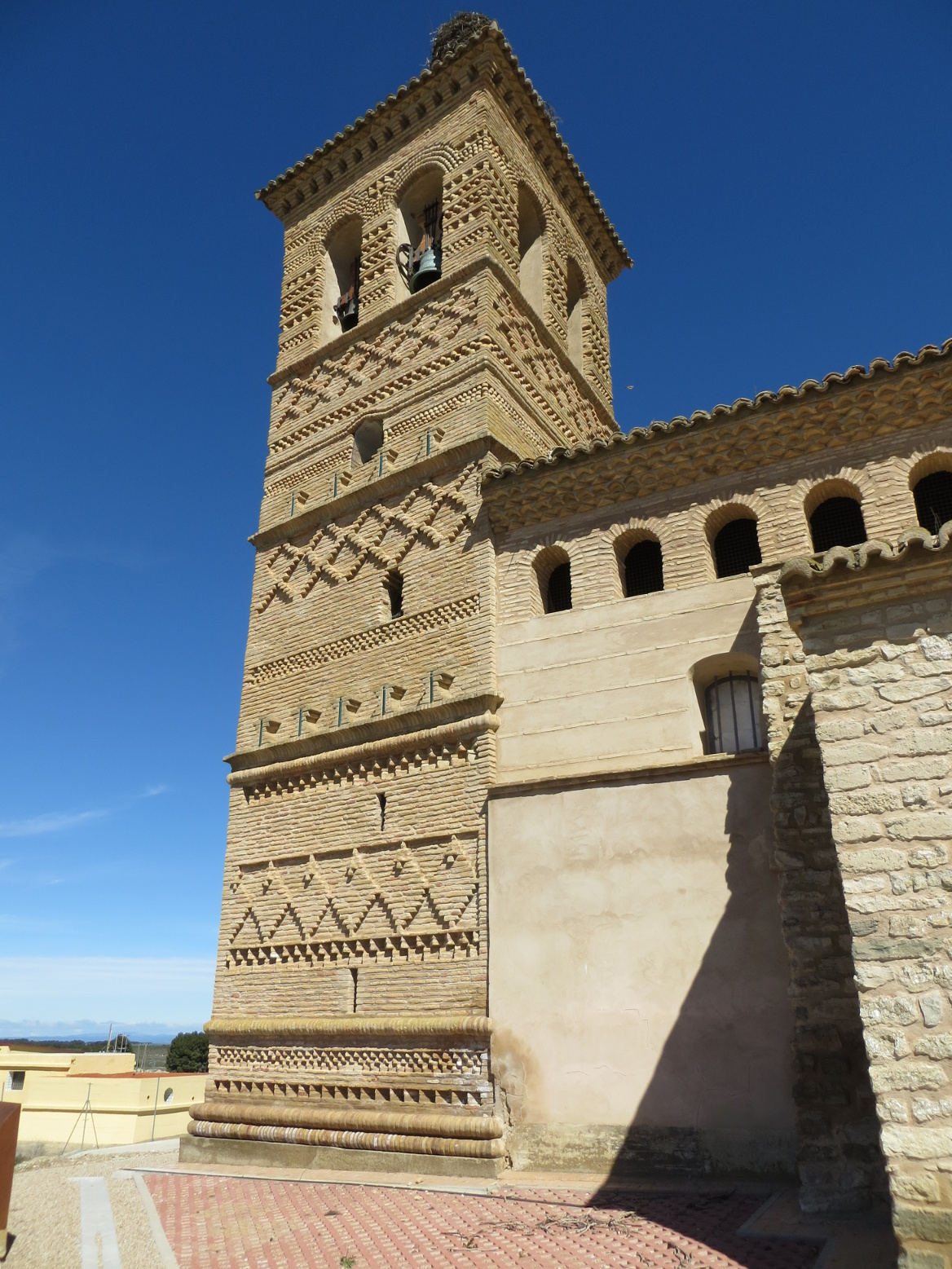
Turm der Kirche

- Die als Bien de Interés Cultural geschützte spätgotische, im Renaissancestil umgebaute einschiffige Kirche San Pedro ad Vincula mit quadratischem, im Mudejarstil dekoriertem Turm.